# Ђесопалена
Ђесопалена (итал. Gessopalena) је насеље у Италији у округу Кјети, региону Абруцо.
Према процени из 2011. у насељу је живело 1013 становника. Насеље се налази на надморској висини од 648 м.

## Становништво
| 1931. | 1936. | 1951. | 1961. | 1971. | 1981. | 1991. | 2001. | 2011. |
| ----- | ----- | ----- | ----- | ----- | ----- | ----- | ----- | ----- |
| 3.481 | 3.588 | 3.566 | 3.210 | 2.345 | 2.248 | 1.915 | 1.694 | 1.550 |

## Партнерски градови
- Cupramontana
- Sambreville